# 1990 CD
1990 CD är en asteroid i huvudbältet, som upptäcktes den 1 februari 1990 av den japanske amatörastronomen Atsushi Sugie i Dynic-observatoriet.
Asteroiden har en diameter på ungefär 4 kilometer.